# Kimilsungia

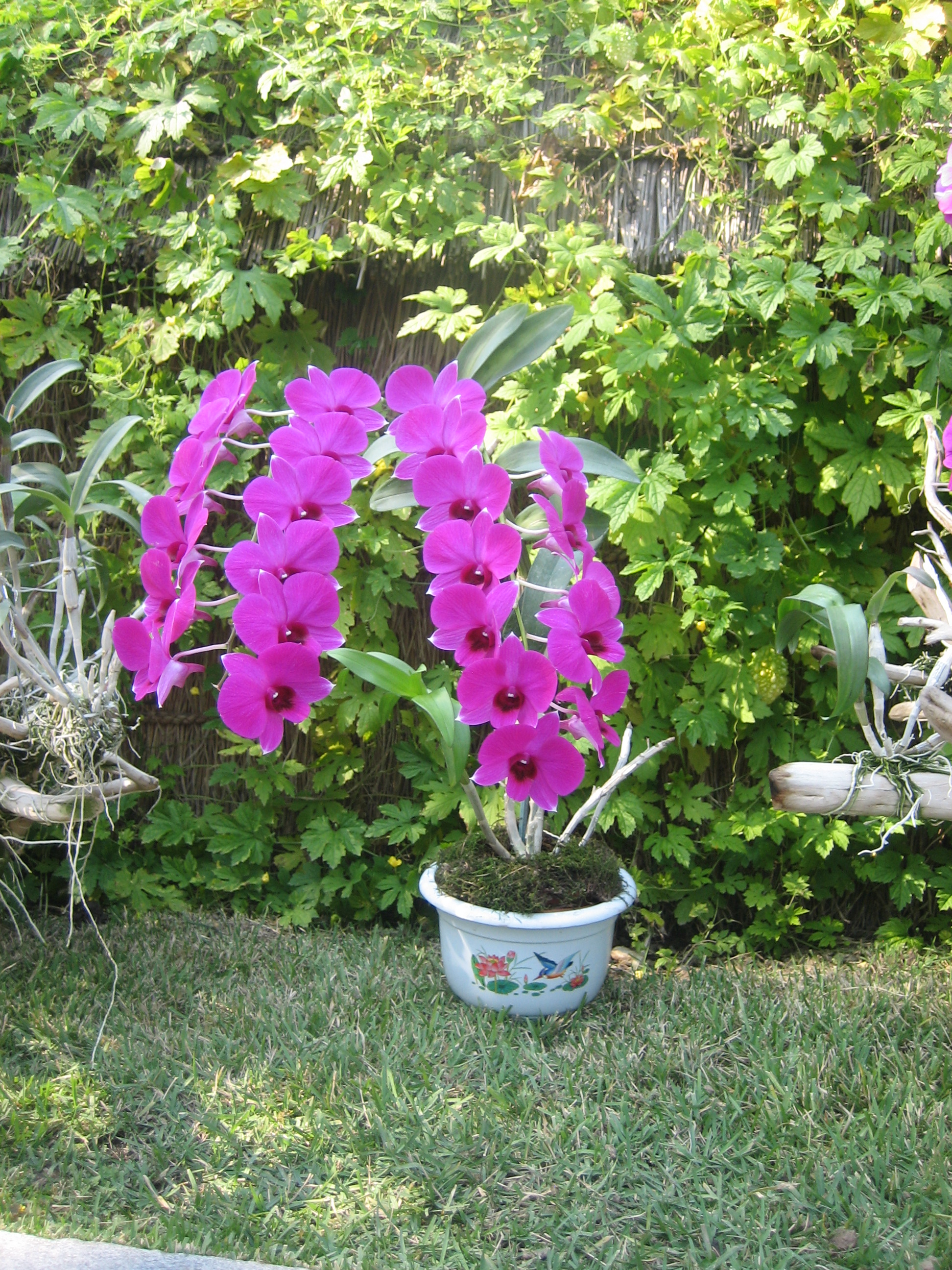
Kimilsungia

Die Kimilsungia ist eine Kreuzung von zwei Dendrobium-Hybriden und wurde 1964 von einem Orchideenzüchter gezüchtet und registriert nach dem Namen seiner Tochter Dendrobium Clara Bundt. Diese Blume ist auch nicht die nordkoreanische Nationalblume, sondern nur die weiße Magnolie (Magnolia sieboldii).
In den offiziellen deutschsprachigen Veröffentlichungen Nordkoreas wird sie als Kimilsungie bezeichnet.

## Geschichte und Kultur
Die Kimilsungia wurde 1964 von einem indonesischen Gärtner in Makassar aus einer Dendrobium Ale Ale Kai und einer Dendrobium Pompadour gezüchtet und mit dem Namen Dendrobium Clara Bundt angemeldet. 1965 widmete der damalige Präsident Indonesiens Sukarno die Pflanze dem nordkoreanischen Präsidenten Kim Il-sung anlässlich eines Staatsbesuchs.

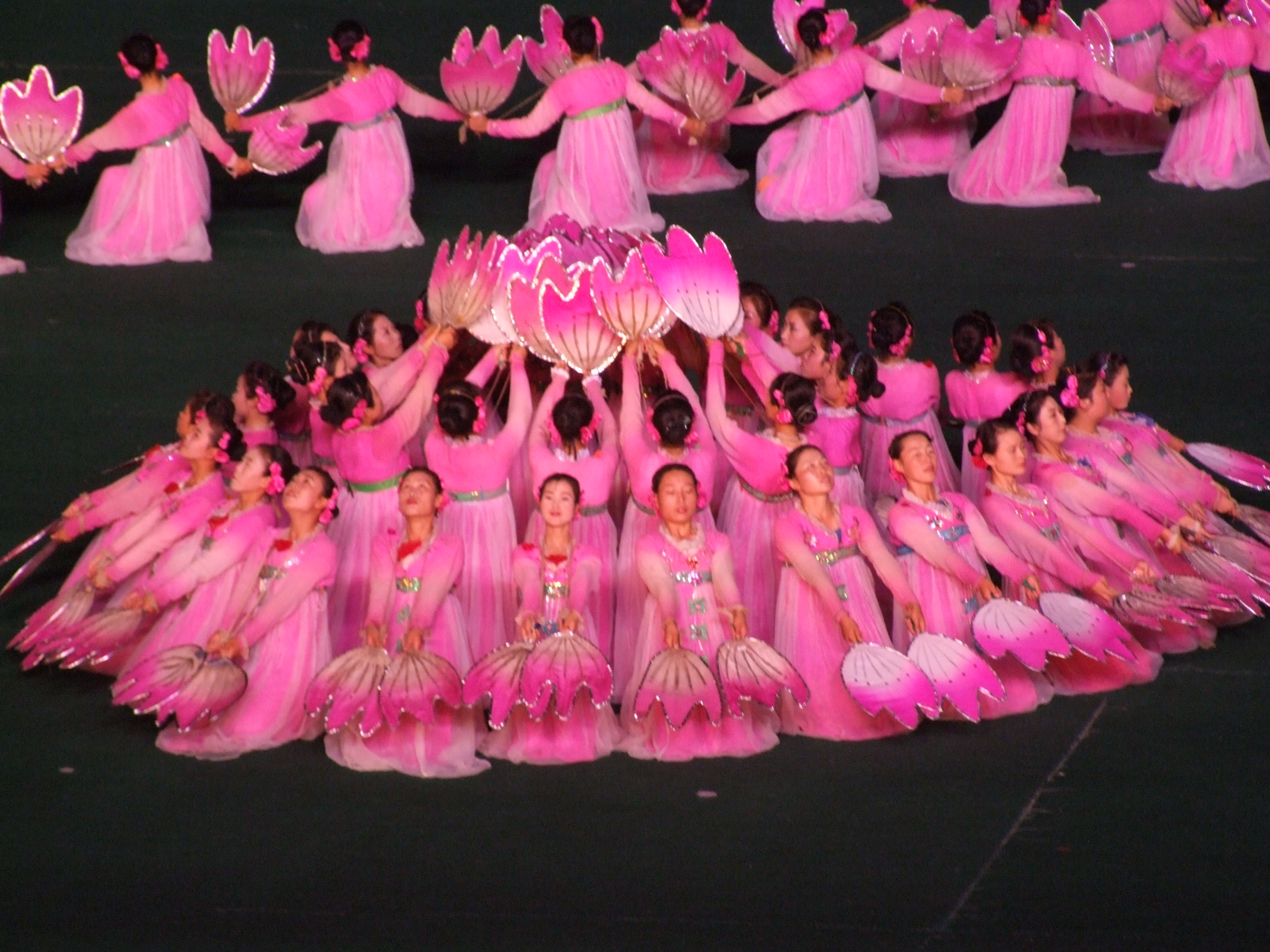
Nachbildung von Kimilsungias bei den Arirang-Massenspielen

Jährlich findet im April in Pjöngjang die Kimilsungia-Blumenschau statt, auf der neben der Kimilsungia auch die anlässlich des 46. Geburtstags von Kim Jong-il gezüchtete Kimjongilia präsentiert wird.
In einer Szene der Arirang-Massentänze werden von den Darstellerinnen Kimilsungias nachgebildet. Die Blütenstempel werden jeweils von Soldatinnen dargestellt.